# Terme di Castrocaro

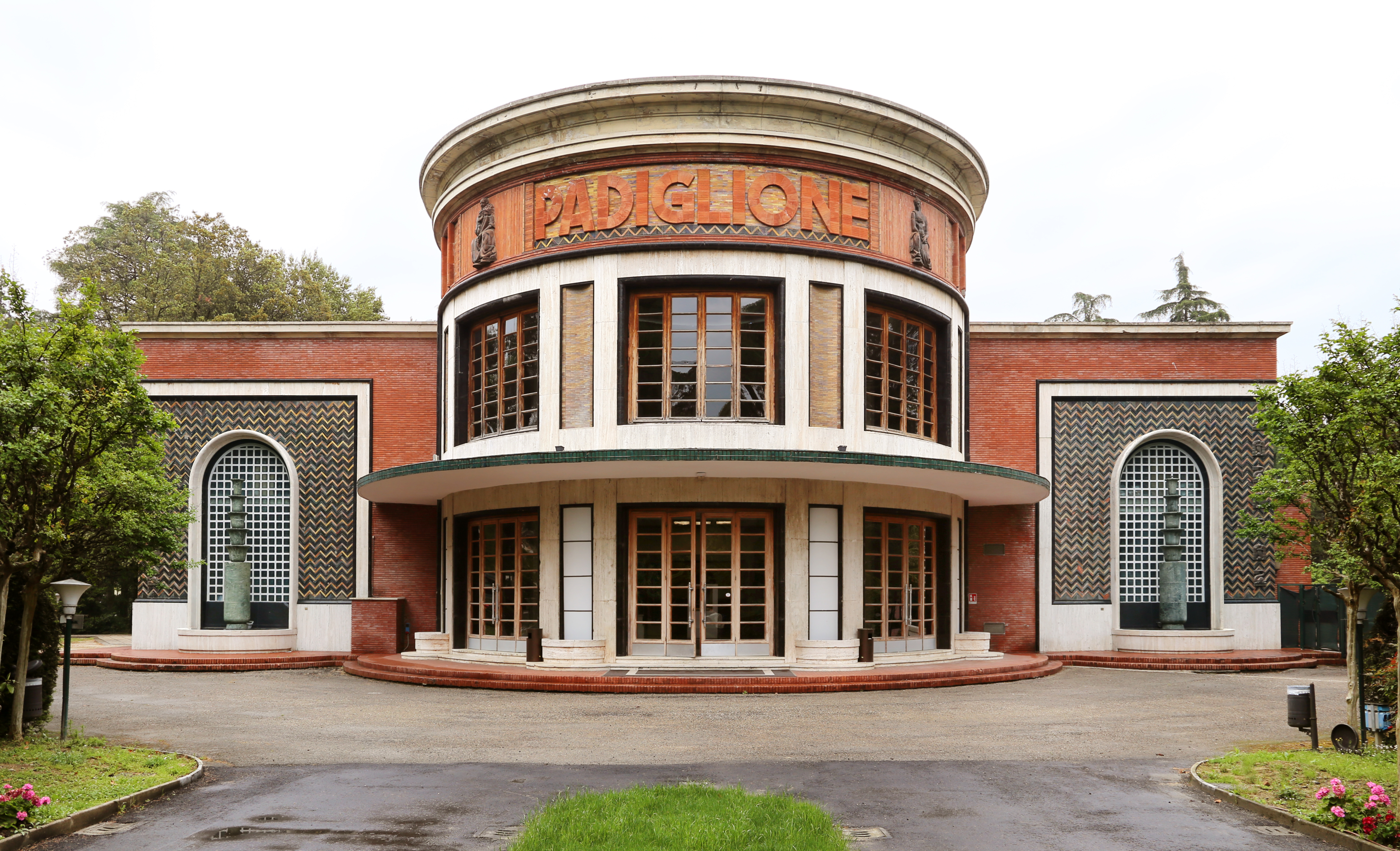
Padiglione delle feste nel complesso termale di Castrocaro

Le terme di Castrocaro sono situate nella zona collinare del comune di Castrocaro Terme e Terra del Sole, in provincia di Forlì-Cesena.

## Storia
Le sorgenti saline della zona in cui sorge Castrocaro erano note fin da tempi remoti come attesta l'antico nome Salsubium della località, menzionata da Flavio Biondo nella sua opera Italia illustrata. Nel febbraio del 1830 Antonio Targioni Tozzetti,  docente di chimica presso l’Università di Firenze, in occasione di una procedura di contravvenzione per trasporto abusivo di acqua per ricavarne sale, al tempo monopolio del Granducato di Toscana, analizza per la prima volta una certa acqua salata proveniente da Castrocaro scoprendovi la presenza di bromo e di iodio. Sempre in quell'anno viene per la prima volta pubblicata nel Sommario di Botanica e Materia medica la composizione chimica dell'acqua minerale di Castrocaro.
Per analoghe circostanze alle precedenti, nel 1833 e poi nel 1835, il Tozzetti compie altre ricerche chimiche sulle acque salse di Castrocaro per verificarne le proprietà mediche nelle malattie di indole scrofolosa, cioè tubercolare. Solo nel 1838 si ebbe il primo utilizzo curativo delle acque di Castrocaro grazie a Corrado Taddei De Gravina, medico condotto della vallata, che salvò da amputazione certa il braccio ulcerato di una giovane donna tubercolotica. Una breve memoria di questa guarigione pubblicata nella Gazzetta toscana delle scienze medico-fisiche consentì di intraprendere l'uso di queste acque per scopi terapeutici. 
Nel 1869 le sorgenti furono acquistate da Aristide Conti che diede impulso alla nascente industria termale. Nel 1873 Gisberto Ferretti, già medico condotto del comune di Terra del Sole e Castrocaro, risultava direttore sanitario dello stabilimento balneario di Castrocaro. Nel 1887 fu avviata la costruzione delle Terme Conti e nel 1899 ebbe inizio la sistemazione del parco che nel 1924 fu arricchito del Tempietto delle Acque, realizzato in stile pompeiano, con tre erogatori per le diverse acque, rispettivamente ricche di magnesio, di bromo o di iodio. Nel 1929 la proprietà del complesso venne ceduta dagli eredi Conti all’INA. Nel 1936 le terme furono demanializzate e assunsero il nome di Regie Terme di Castrocaro. Negli anni seguenti furono edificati il Padiglione delle feste in stile decò e il Grande Albergo in stile Littorio.
Nel 1961 il complesso termale fu convertito in S.r.l. e in seguito venne ancora ampliato: negli anni settanta vennero aggiunte nuove costruzioni, mentre negli anni novanta venne creato lo stabilimento dotato di sezioni riservate ai fanghi. Dal 1995 è gestito da una S.p.A. passando poi da una gestione pubblica alla gestione privata.

## Le sorgenti termali
Le sorgenti termali sono localizzate in una valletta ad ovest dell'abitato di Castrocaro Terme percorsa dal rio Cozzi, un affluente di sinistra del fiume Montone. La zona è stata oggetto di studi geologici e paleontologici approfonditi sul pliocene di Castrocaro, dovuti a Ludovico Foresti (1885), Angelo Manzoni (1885) e Antonio Neviani (1893). Le rocce sedimentarie presenti nella zona si sono originate negli ultimi 10 milioni di anni, dal Miocene al Pleistocene inferiore. Affiorano nell'area rocce marnoso-arenacee alternate a strati di "argille azzurre" finissime, di origine paleomarina, depositatesi tra cinque ed un milione di anni fa. Le scogliere del mare paleoadriatico che occupava questi territori sono ancora presenti in grossi blocchi di calcare organogeno e poroso detto "Spungone". L'area naturalistica delle sorgenti termali è inserita in un contesto ambientale definito "anfiteatro calanchivo" tipico della Romagna, in cui i cosiddetti calanchi sono adiacenti ed intercalati alle emergenze dello Spungone. Tali formazioni rientrano in un Sito di Importanza Comunitaria (S. I.C. di Rio Cozzi - Ceparano - Pietra Mora), nonché nel Vincolo Paesistico (Beni culturali di interesse biologico - geologico) di Rio Cozzi e dello Spungone. Strati di Spungone si trovano fino a 150 metri di profondità e custodiscono proprio come una grande spugna le ricche falde delle acque termali di Castrocaro, ricoperte dagli strati argillosi che le proteggono da possibili inquinamenti di superficie.

## I caratteri fisici dell'acqua

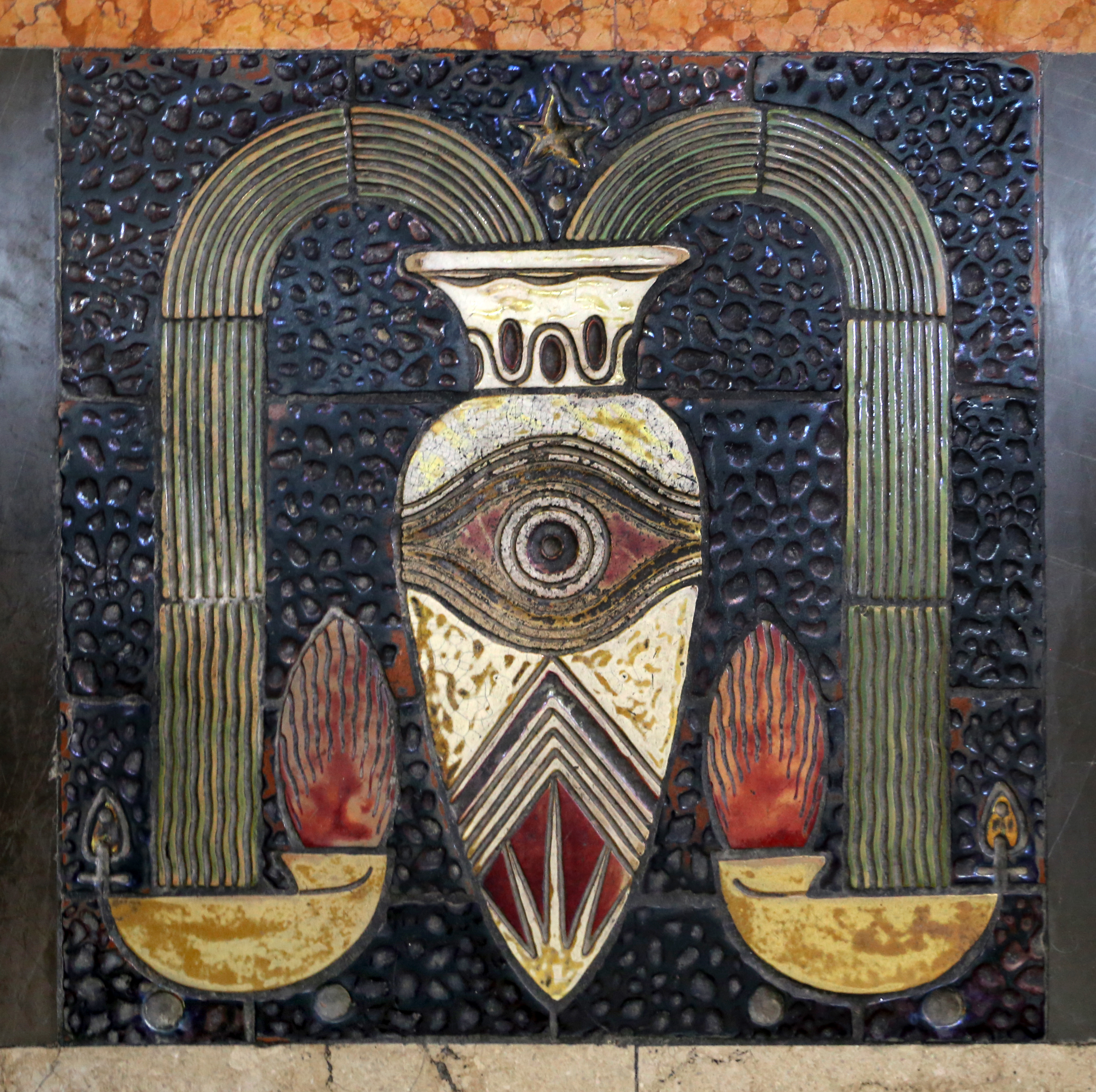
Tito Chini, allusione alle acque termali in una decorazione del Padiglione delle Feste di Castrocaro

L'acqua salsobromoiodica delle terme di Castrocaro si presenta alla scaturigine limpida e fredda, il suo sapore è salatissimo e poco gradevole ed il suo odore è particolare.. analogo a quella dell'acqua di mare, ma che fa sentire qualcosa del cloruro di sodio misto con quello dello iodio. Dalle fonti sulfuree sgorgano invece acque con un minore contenuto di sali, ma ricche di idrogeno solforato (H2S) che si libera sotto forma di gas dal tipico odore di zolfo, percepibile anche a distanza. Nella Guida alle acque minerali d'Italia di William Jervis pubblicata da Loescher nel 1868 vengono elencale le sorgenti esaminate dal prof. Giuli nel 1834: la "sorgente Frassineti ossia acqua del Rio Salso", la "sorgente Sassi", la "sorgente dell'Arciprete" e l'acqua salso iodica di "Santa Maria". Le acque salso-bromo-iodiche e sulfuree delle terme di Castrocaro sono classificate come acque “fossili” e scaturiscono “fredde” con un elevato contenuto di minerali che ne determina le caratteristiche e le proprietà terapeutiche:
- Fonte Casetta: residuo fisso 46,4 g/l
- Fonte Salsubia: residuo fisso 2,7 g/l
- Fonte Beatrice: residuo fisso 7,2 g/l

Una delle terapie termali più efficaci è quella eseguita con fanghi a maturazione naturale, prodotti con argilla vergine delle cave della Bolga, dopo mesi di macerazione in apposite fangaie in cui assorbe i principi curativi delle acque termali.

## Le cure termali odierne
Le proprietà terapeutiche delle acque e dei fanghi consentono un'ampia gamma di trattamenti per la prevenzione e la cura di numerose patologie quali:
- affezioni artroreumatiche;
- affezioni respiratorie;
- affezioni ginecologiche e gastroenterologiche;
- affezioni vascolari;
- affezioni dermatologiche.

Le terme di Castrocaro dispongono di un poliambulatorio specialistico, di un centro per la cura della sordità rinogena, e di un centro fisioterapico di riabilitazione e idrochinesiterapia termale per programmi di rieducazione motoria a seguito di postumi traumatici e/o chirurgici dell'apparato locomotore, problemi posturali, patologie neurologiche, insufficienza venosa e linfatica degli arti inferiori. Oltre al poliambulatorio convenzionato, nel complesso termale, gestito fin dal 2003 da una società privata, si trovano una clinica e un hotel.